# Agobardus cubensis
Agobardus cubensis là một loài nhện trong họ Salticidae.
Loài này thuộc chi Agobardus. Agobardus cubensis được Pelegrin Franganillo-Balboa miêu tả năm 1935.